# Пјетралавецара (Ђенова)
Пјетралавецара је насеље у Италији у округу Ђенова, региону Лигурија.
Према процени из 2011. у насељу је живело 179 становника. Насеље се налази на надморској висини од 508 м.